# Grabczyna (Lichnowo)
Grabczyna – część wsi Lichnowo w Polsce, położona w województwie wielkopolskim, w powiecie konińskim, w gminie Kramsk. Należy do sołectwa Lichnowo.
W latach 1975–1998 Grabczyna administracyjnie należała do województwa konińskiego. W pobliżu Grabczyny płynie rzeka Sakłak.

## Galeria

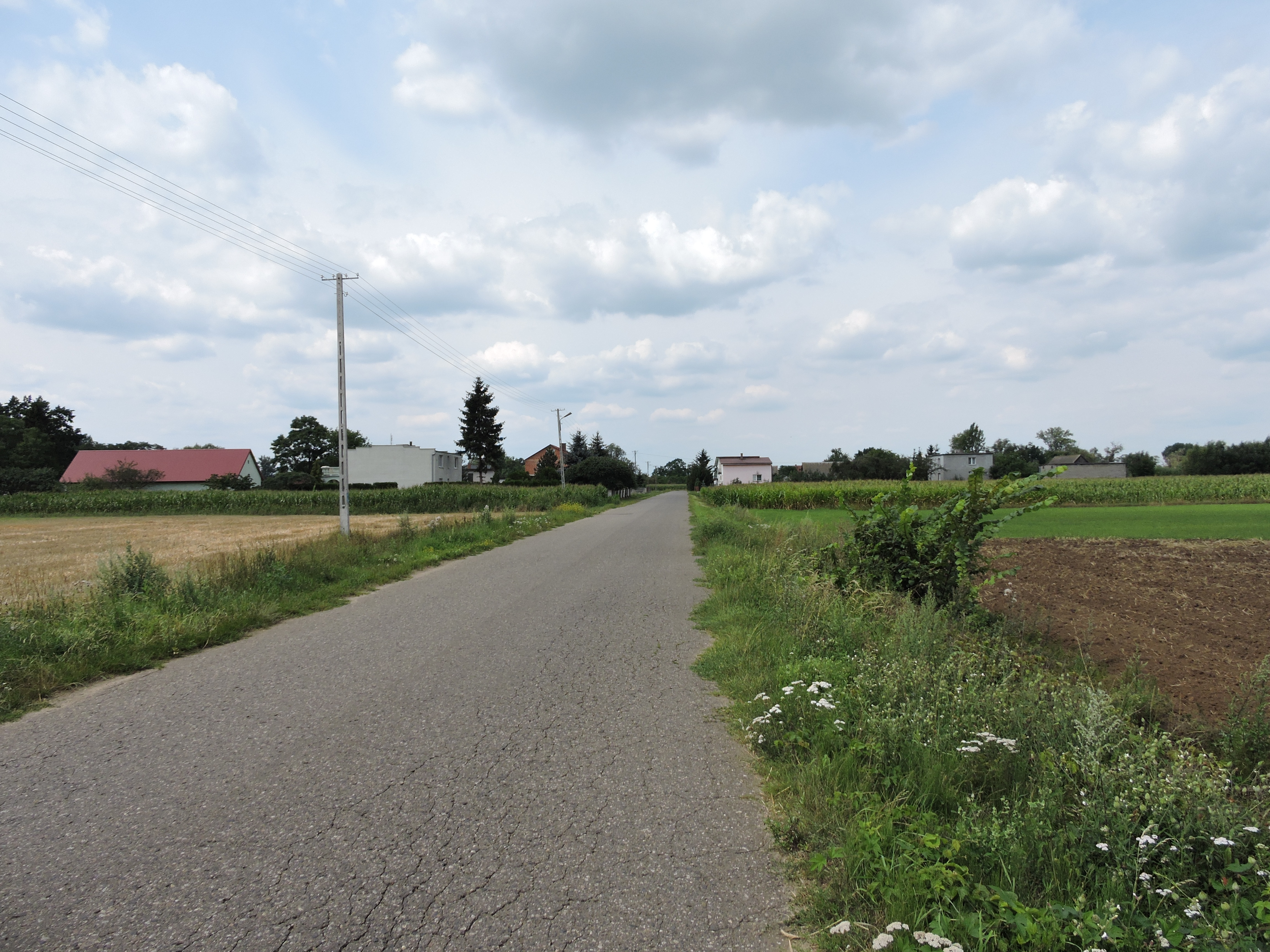